# Motorrad-Europameisterschaft 1924

Die Monza-Bahn wie sie 1924 befahren wurde.

Die Titel der Motorrad-Europameisterschaft 1924 wurden beim I. Großen Preis der F.I.C.M. vergeben, der am 6. September 1924 in Monza (Italien) im Rahmen des III. Großen Preises der Nationen auf dem Circuito di Milano ausgetragen wurde.
Bei diesem ersten Großen Preis von Europa wurden erstmals in der Geschichte des Motorradsports Europameister-Titel vergeben.

## Rennverläufe
Im Lauf der 175-cm³-Klasse siegte der Belgier Maurice van Geert auf Rush mit englischem Blackburne-Motor. Zweiter und Dritter wurden die österreichischen Puch-Piloten Hugo Höbel und Rupert Karner. Das Rennen der 350-cm³-Klasse gewann Jimmie Simpson auf A.J.S. vor zwei einheimischen Piloten. In der Halbliterklasse siegte der italienische Moto-Guzzi-Werkspilot Guido Mentasti auf Moto Guzzi 500 C4V vor seinem Landsmann und Markenkollegen Erminio Visioli.

## Rennergebnisse

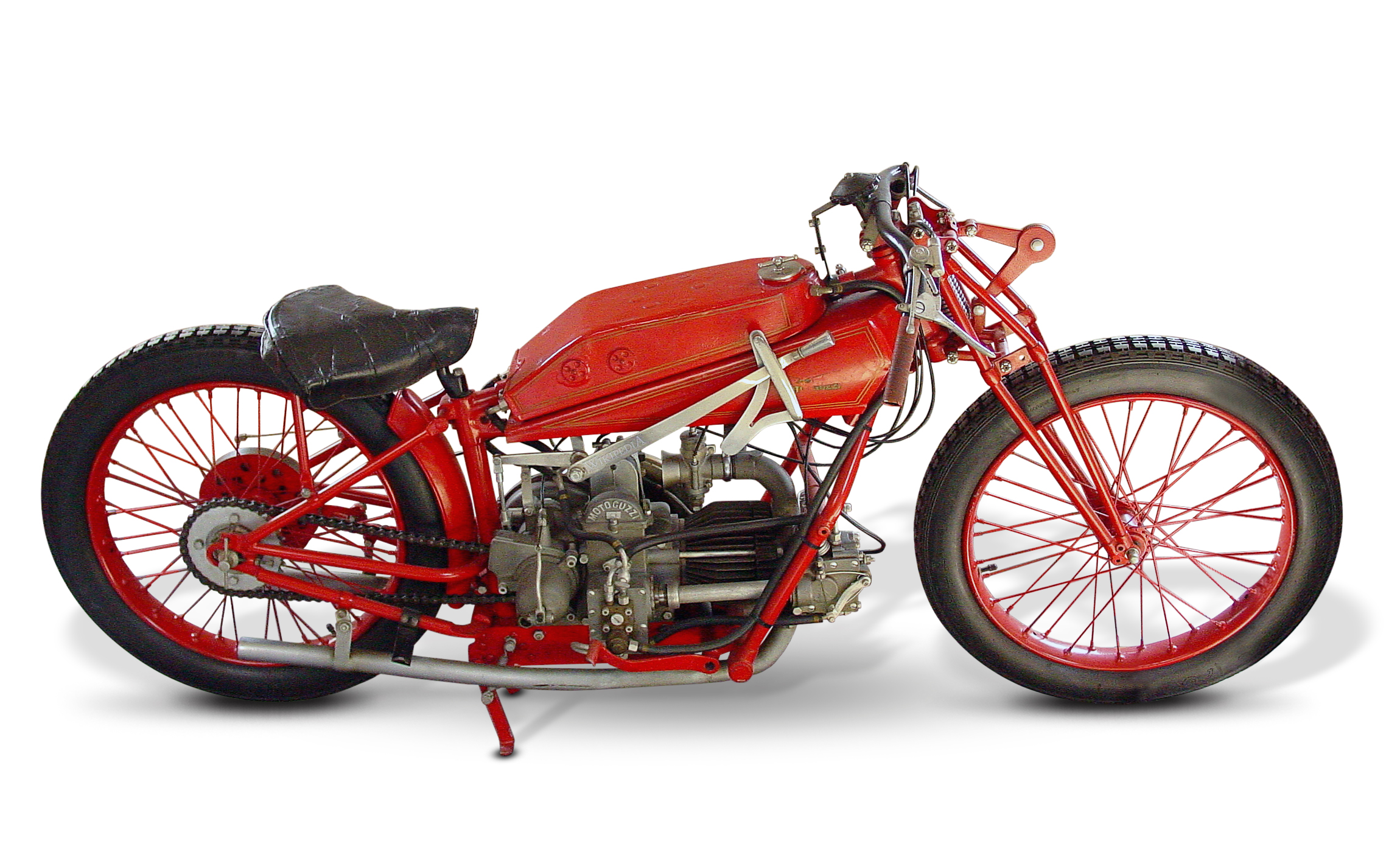
Die C4V (Corsa Quattro Valvole): Moto Guzzis erste reine Straßenrennmaschine. Dies ist die erste Version aus dem Jahr 1924, mit der auch der Titel gewonnen wurde

| Klasse  | Sieger                              | Zweiter                      | Dritter                |
| ------- | ----------------------------------- | ---------------------------- | ---------------------- |
| 250 cm³ | Maurice van Geert (Rush-Blackburne) | Hugo Höbel (Puch)            | Rupert Karner (Puch)   |
| 350 cm³ | Jimmie Simpson (A.J.S.)             | Isacco Mariani (Garelli)     | Mario Saetti (Bianchi) |
| 500 cm³ | Guido Mentasti (Moto Guzzi)         | Erminio Visioli (Moto Guzzi) | Tom Simister (Norton)  |

## Verweise